# Olthidegkút
Olthidegkút (románul: Fântâna) falu Romániában, Erdélyben, Brassó megyében.

## Fekvése
Olthévíztől délre, az Olt bal partja közelében fekvő település.

## Története
Olthidegkút nevét 1467-ben említette először oklevél Hydegkwth néven. További névváltozatai: 1606-ban Hidegkut, 1733-.ban Hidegkut, 1750-ben Fintina, 1760-1762 között Olt-Hidegkut, 1808-ban Hidegkút, Kaltbrunnen, 1861-ben Kaltbrunnen, 1888-ban Kaltbrunnen (Fontina), 1913-ban Olthidegkút.
A trianoni békeszerződés előtt a Halmi járásgoz tartozott 527 lakossal, melyből 524 volt román.

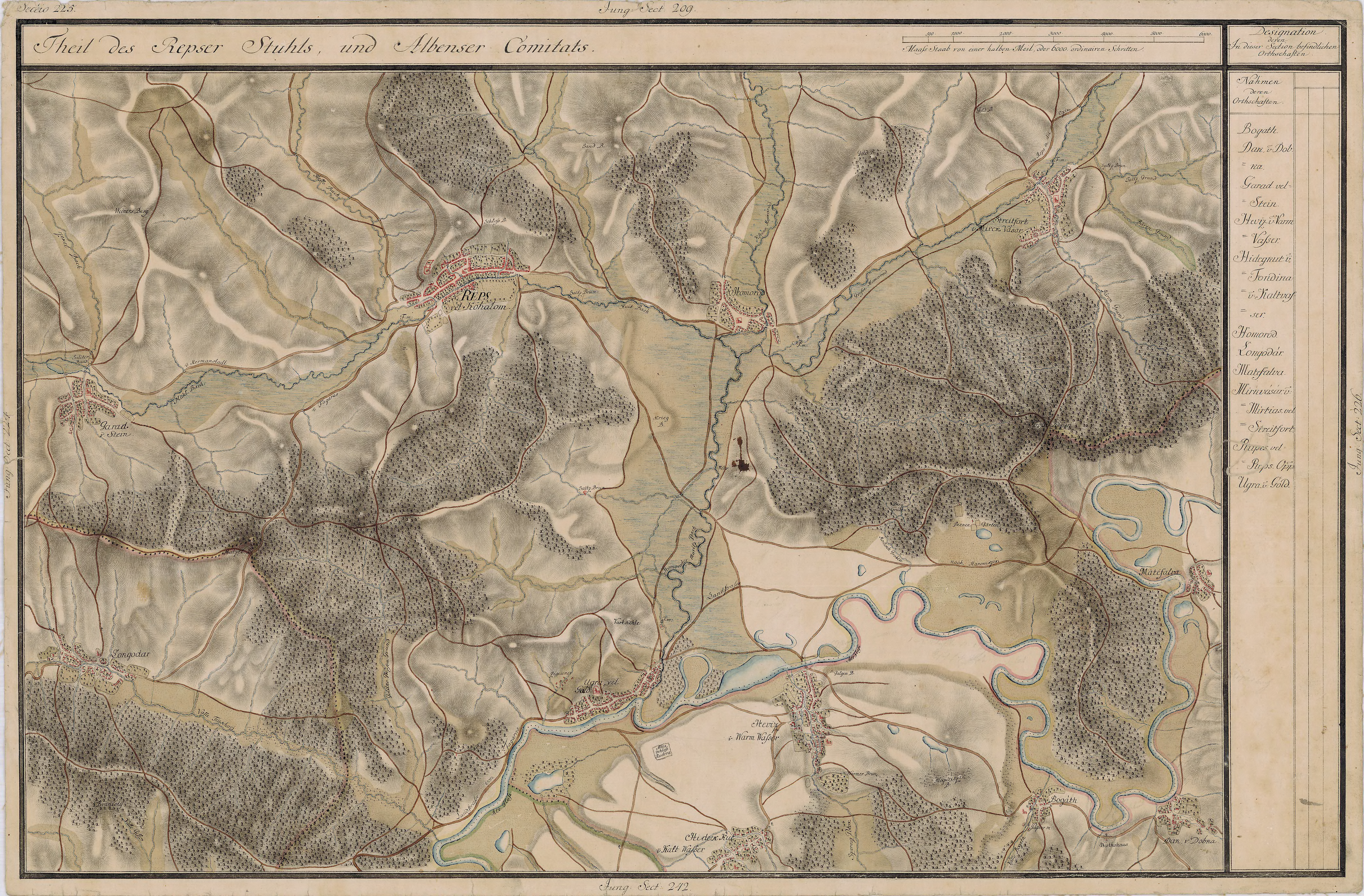
Olthidegkút egy régi térképen